# São Miguel de Lousada
São Miguel de Lousada é uma localidade portuguesa do Município de Lousada que foi sede da extinta Freguesia de São Miguel de Lousada, freguesia que tinha 2,69 km² de área e 879 habitantes (2011), e, por isso, uma densidade populacional de 326,8 hab/km².
A Freguesia de São Miguel de Lousada foi extinta (agregada) pela reorganização administrativa de 2012/2013, sendo o seu território agregado ao das Freguesias de Cernadelo e Santa Margarida de Lousada para criar a nova União de Freguesias de Cernadelo e Lousada (São Miguel e Santa Margarida).

## História
A freguesia de São Miguel de Lousada, comarca de Penafiel pelo Decreto nº 13.917, de 9 de Julho de 1927, era vigararia anexa à de Aveleda e da apresentação "ad nutum" do abade. Em 1839 aparece na comarca de Penafiel e, em 1853, na de Lousada. Da diocese de Braga passou para a do Porto em 1882. Comarca eclesiástica de Amarante - 2º distrito (1907). Segunda vigararia de Lousada (1916). Primeira vigararia de Lousada (1970).

## População
| População da freguesia de Lousada (São Miguel) | População da freguesia de Lousada (São Miguel) | População da freguesia de Lousada (São Miguel) | População da freguesia de Lousada (São Miguel) | População da freguesia de Lousada (São Miguel) | População da freguesia de Lousada (São Miguel) | População da freguesia de Lousada (São Miguel) | População da freguesia de Lousada (São Miguel) | População da freguesia de Lousada (São Miguel) | População da freguesia de Lousada (São Miguel) | População da freguesia de Lousada (São Miguel) | População da freguesia de Lousada (São Miguel) | População da freguesia de Lousada (São Miguel) | População da freguesia de Lousada (São Miguel) | População da freguesia de Lousada (São Miguel) |
| ---------------------------------------------- | ---------------------------------------------- | ---------------------------------------------- | ---------------------------------------------- | ---------------------------------------------- | ---------------------------------------------- | ---------------------------------------------- | ---------------------------------------------- | ---------------------------------------------- | ---------------------------------------------- | ---------------------------------------------- | ---------------------------------------------- | ---------------------------------------------- | ---------------------------------------------- | ---------------------------------------------- |
| 1864                                           | 1878                                           | 1890                                           | 1900                                           | 1911                                           | 1920                                           | 1930                                           | 1940                                           | 1950                                           | 1960                                           | 1970                                           | 1981                                           | 1991                                           | 2001                                           | 2011                                           |
| 355                                            | 403                                            | 413                                            | 430                                            | 416                                            | 427                                            | 464                                            | 641                                            | 671                                            | 624                                            | 772                                            | 878                                            | 788                                            | 948                                            | 879                                            |

| Distribuição da População por Grupos Etários | Distribuição da População por Grupos Etários | Distribuição da População por Grupos Etários | Distribuição da População por Grupos Etários | Distribuição da População por Grupos Etários | Distribuição da População por Grupos Etários | Distribuição da População por Grupos Etários | Distribuição da População por Grupos Etários | Distribuição da População por Grupos Etários | Distribuição da População por Grupos Etários |
| -------------------------------------------- | -------------------------------------------- | -------------------------------------------- | -------------------------------------------- | -------------------------------------------- | -------------------------------------------- | -------------------------------------------- | -------------------------------------------- | -------------------------------------------- | -------------------------------------------- |
| Ano                                          | 0-14 Anos                                    | 15-24 Anos                                   | 25-64 Anos                                   | > 65 Anos                                    |                                              | 0-14 Anos                                    | 15-24 Anos                                   | 25-64 Anos                                   | > 65 Anos                                    |
| 2001                                         | 207                                          | 154                                          | 502                                          | 85                                           |                                              | 21,8%                                        | 16,2%                                        | 53,0%                                        | 9,0%                                         |
| 2011                                         | 151                                          | 125                                          | 482                                          | 121                                          |                                              | 17,2%                                        | 14,2%                                        | 54,8%                                        | 13,8%                                        |

## Património
- Pelourinho de Lousada